# Exodus (gedicht)
Exodus is een Oudengels gedicht dat bewaard is gebleven in het Junius-manuscript, dat zich bevindt in de Bodleian Library in Oxford. Het werk werd door Franciscus Junius ten onrechte toegeschreven aan Caedmon.
Het gedicht is geen hervertelling van het hele Bijbelboek Exodus, maar richt zich voornamelijk op de passage die gaat over de tocht door de Rode Zee en de achtervolging van het Joodse volk door de Egyptenaren. De gebeurtenis wordt beschreven als een heldenverhaal, met Mozes in de rol van generaal. 
Het verhaal wordt onderbroken door een vertelling over Noach en over de offering van Isaak door Abraham. Mogelijk gaat het hier om latere toevoegingen aan het gedicht.